# Bulbophyllum purpurellum
Bulbophyllum purpurellum är en orkidéart som beskrevs av Henry Nicholas Ridley. Bulbophyllum purpurellum ingår i släktet Bulbophyllum och familjen orkidéer. Inga underarter finns listade i Catalogue of Life.